# Asesoría Jurídica General de la Defensa
La Asesoría Jurídica General de la Defensa de España es el órgano del Ministerio de Defensa, adscrito a la Subsecretaría, cuya misión principal es la realización de informes jurídicos preceptivos, de acuerdo con las disposiciones vigentes, y evacua aquellos que le sean solicitados por los órganos superiores y directivos del Ministerio. Las funciones anteriores son desarrolladas por personal perteneciente al Cuerpo Jurídico Militar.
La AJGD se creó en 1977, siendo sucesora de las asesorías jurídicas de los extintos Ministerios del Ejército, Marina y Aire.

## Funciones
La función de asesoramiento jurídico, función única en el ámbito del Departamento, se ejerce bajo la dirección del Asesor Jurídico General de la Defensa quien, a tal fin, puede dictar instrucciones a las asesorías jurídicas del Estado Mayor de la Defensa, de los Ejércitos y la Armada, y a cualquier otra en el ámbito del Departamento, así como evacuar las consultas que le formulen tendentes a asegurar la debida coordinación y unidad de criterio.
Sin perjuicio de las competencias específicas de las personas titulares del Ministerio de Defensa y de la Subsecretaría de Defensa, la Asesoría Jurídica General es la encargada de las relaciones del Departamento con los órganos de gobierno de la jurisdicción militar, la Fiscalía Togada y la Abogacía General del Estado-Dirección del Servicio Jurídico del Estado.

## Titular
El titular de la Asesoría Jurídica es el Asesor Jurídico General, cargo desempeñado por un general consejero togado, en situación de servicio activo, que tiene precedencia sobre los demás cargos del Cuerpo Jurídico Militar. Asimismo, por razón de su cargo le corresponde la inspección general del Cuerpo Jurídico Militar en materia de régimen de personal, retribuciones, tradiciones y recompensas, sin perjuicio de las competencias de la Subsecretaría de Defensa y de la Dirección General de Personal.
El actual Asesor Jurídico General de la Defensa es, desde febrero de 2024, el general consejero togado Ángel Turienzo Veiga.

## Estructura
Tanto el Ministerio de Defensa, como el Estado Mayor de la Defensa y los Cuarteles Generales de los Ejércitos y la Armada poseen asesorías jurídicas. Estas asesorías están integradas en las estructuras de cada uno de los órganos mencionados pero dependen funcionalmente de la Asesoría Jurídica General de la Defensa, quien es el órgano asesor del Ministerio de Defensa y sus órganos.
Así, la asesoría se estructura en:
- La Asesoría Jurídica General de la Defensa.
  - La Asesoría Jurídica del Estado Mayor de la Defensa.
  - La Asesoría Jurídica del Ejército de Tierra.
  - La Asesoría Jurídica de la Armada.
  - La Asesoría Jurídica del Ejército del Aire.

Asimismo, existe una Junta de Asesores Jurídicos, órgano colegiado de apoyo, asesoramiento y asistencia al asesor jurídico general de la Defensa.
Por último, pueden existir asesorías jurídicas en el Cuarto Militar de Su Majestad el Rey y en la Guardia Real.